# Sefee
La Société d'études et de fabrications électroniques et électriques en abrégé Sefee est une entreprise française de fabrication de cartes et de systèmes électroniques. Elle est spécialisée dans les produits électroniques du milieu aéronautique. Elle est également spécialisée dans le câblage électrique aéronautique.

## Histoire
La Sefee a été créée en 1986 par Christian Viguier.
Le 8 février 2008, Christian Viguier a vendu la Sefee (sites de Saint-Affrique et Brive) au groupe américain Amphenol (32 000 salariés).
A cette occasion, Christian Viguier reversera une partie de la vente à ses employés.
La division Sefee India du groupe Amphenol a été créée en 2009 à Bangalore puis la Sefee rachète la société "Provens telecom" à Velaux (Bouches du Rhône) spécialisée dans le câblage aéronautique d'hélicoptère.
Fin 2018, la Sefee compte 130 salariés à Saint-Affrique, Brive, et Velaux et environ 90 à Bangalore en inde

## Métiers
Électrique et électronique

## Produits
Etudes et fabrication de produits électroniques et électriques (aéronautique spatial, militaire nucléaire et industriel), équipementier de matériel embarqué.